# Minax tetraspinosus
Minax tetraspinosus is een hooiwagen uit de familie Stygnidae.